# Pietrowsk (Rosja)
Pietrowsk – miasto w Rosji, w obwodzie saratowskim. W 2010 roku liczyło 31 160 mieszkańców.